# Đức Bình Đông
Đức Bình Đông là một xã thuộc huyện Sông Hinh, tỉnh Phú Yên, Việt Nam.
Xã Đức Bình Đông có diện tích 70,68 km², dân số năm 1999 là 3.570 người, mật độ dân số đạt 51 người/km².
Xã Đức Bình Đông là một xã trung du, nằm giữa các sông Hinh và sông Ba.